# Sva čuda svijeta
Sva čuda svijeta treći je studijski album zagrebačke rock skupine Film, kojeg 1983. godine objavljuje diskografska kuća Jugoton.
Materijal za album snimaju u Švedskoj, a producent je Tihomir Varga. Album sadrži nekoliko velikih uspješnica poput "Sva Čuda svijeta", "Kad budu gorjeli gradovi", "Mi nismo sami", Istina piše na zidu", "Na drugoj strani neba" i "Boje su u nama". Skladbu "Signali u noći", snimili su zajedno s članovima švedske skupine 'Have You Ever'. Stublić je zadržao postavu s prethodnog albuma, te je opet potvrdio životnost sastava koji je svoj svijet oplemenio intimom, a glazbu raznolikim zvukom.
U to vrijeme Marino Pelajić je bio na odsluženju vojnoga roka, a umjesto njega bas-gitaru svirao je Mladen Jurčić. Nakon što je album objavljen i Jurčić odlazi u JNA, pa je u to vrijeme na koncertima svirao Robert Krkač (bivši član sastava Drugi način).
Album je prodan u platinastoj nakladi.

## Popis pjesama

### A strana
1. "Boje su u nama" (4:36)
2. "Mjesec je večeras lud" (3:46)
3. "Istina piše na zidu" (3:34)
4. "Sanjam" (3:57)
5. "Kad budu gorjeli gradovi" (3:08)

### B strana
1. "Ti zračiš zrake kroz zrak" (5:27)
2. "Na drugoj strani neba" (4:38)
3. "Mi nismo sami" (4:03)
4. "Sva čuda svijeta" (5:13)

## Izvođači
- Jurislav "Jura" Stublić - prvi vokal
- Mladen "Max" Juričić - gitara, efekti
- Marino "Udo" Pelajić - bas-gitara
- Ivan "Piko" Stančić - bubnjevi, gitara (12 žica)
- Tihomir "Irvas" Varga - akustična gitara, sintisajzer, efekti
- Jurij "Kuzma" Novoselić - saksofon, klavijature

### Produkcija
- Producent, snimatelj - Tihomir "Irvas" Varga
- Glazba, tekst - Jurislav "Jura" Stublić
- Dizajn - Mirko Ilić
- Fotografija - Luka Mjeda

Kompletan materijal za album, snimljen je u studiju 'Torsby', Švedska.

## Vanjske poveznice
- Discogs - Recenzija albuma